# 天椅立神社
天椅立神社（あまのはしだてじんじゃ）は、徳島県東みよし町にある神社である。

## 歴史
創建年は不詳。江戸時代までは羽津明神と称していた。「羽津明神」と呼ばれていた理由は不明。『三好郡誌』によると、現在、宮内と呼ばれている地域全部が境内で、当社の南100mの場所を鳥居と呼び、実際に鳥居の沓石があった。
式内社である天椅立神社の論社のひとつである。

## 祭神
- 伊邪那岐命
- 伊邪那美命

## 交通
- JR徳島線「辻駅」より車で約10分。